# GDDR7 SDRAM

Graphics Double Data Rate 7 Synchronous Dynamic Random-Access Memory (GDDR7 SDRAM) és un tipus de memòria gràfica síncrona d'accés aleatori (SGRAM) especificat per l'estàndard de memòria JEDEC Semiconductor, amb un ample de banda elevat, interfície de "taxa de dades doble", dissenyat per ús en targetes gràfiques, consoles de jocs i informàtica d'alt rendiment. És un tipus de GDDR SDRAM (graphics DDR SDRAM), i és el successor de GDDR6.
Història
El 18 de juliol de 2023, Samsung va anunciar la primera generació de GDDR7, que pot arribar fins a 32 Gbps per pin (un 33% més d'amplada de banda per pin en comparació amb 24 Gbps per pin a GDDR6), un 40% més d'amplada de banda (1,5 TB/s) en comparació amb GDDR6 (1,1 TB/s) i un 20% més d'eficiència energètica. Per al material d'embalatge, utilitzarà compostos d'emmotllament epoxi (EMC) juntament amb l'optimització de l'arquitectura IC, que reduirà la resistència tèrmica en un 70%. Més tard, en una sessió de preguntes i respostes, Samsung va esmentar que es fabricarà amb el node D1z (equivalent a 15–14 nm) i funcionarà a 1,2 V. Una versió d'1,1 V amb velocitats de rellotge reduïdes també estarà disponible en algun moment en el futur després del llançament de la versió d'1,2 V.

## Tecnologies
GDDR7 SDRAM va introduir la senyalització PAM-3 (nivell del mòdul d'amplitud de pols-3) en lloc de NRZ. PAM-3 és un 25% més eficient energèticament que NRZ amb un ample de banda més gran, però té requisits d'equip més baixos que PAM-4, el que el fa més barat. PAM-3 utilitza 1,5 bits per cicle, mentre que NRZ només utilitza 1 bit per cicle. La SDRAM GDDR7 també es fabricarà amb un node 1ß (equivalent a un node de procés de 12 a 10 nm), que serà l'últim procés de producció de DRAM que es basarà en eines de litografia ultraviolada profunda (DUV).